# Ewa Joanna Godzińska
Ewa Joanna Godzińska – polska profesor nauk biologicznych, pracownik naukowy Instytutu Biologii Doświadczalnej im. Marcelego Nenckiego PAN.

## Życiorys
W 1996 r. habilitowała się na podstawie pracy zatytułowanej Taktyki alternatywne w zachowaniu się owadów. W 2005 r. uzyskała tytuł profesora nauk biologicznych. Została zatrudniona na stanowisku profesora w Instytucie Biologii Doświadczalnej im. Marcelego Nenckiego PAN, w którym kieruje Pracownią Etologii.
Została prezesem Polskiego Towarzystwa Etologicznego.